# Aeroportul Greenville/Sinoe
Aeroportul Greenville/Sinoe (IATA: SNI, ICAO: GLGE) este un aeroport din Liberia ce deservește zona Greenville⁠(d). A fost numit după zona deservită.
Situat la o altitudine de 3 m, aeroportul dispune de o singură pistă.